# Abrar-ul-Haq

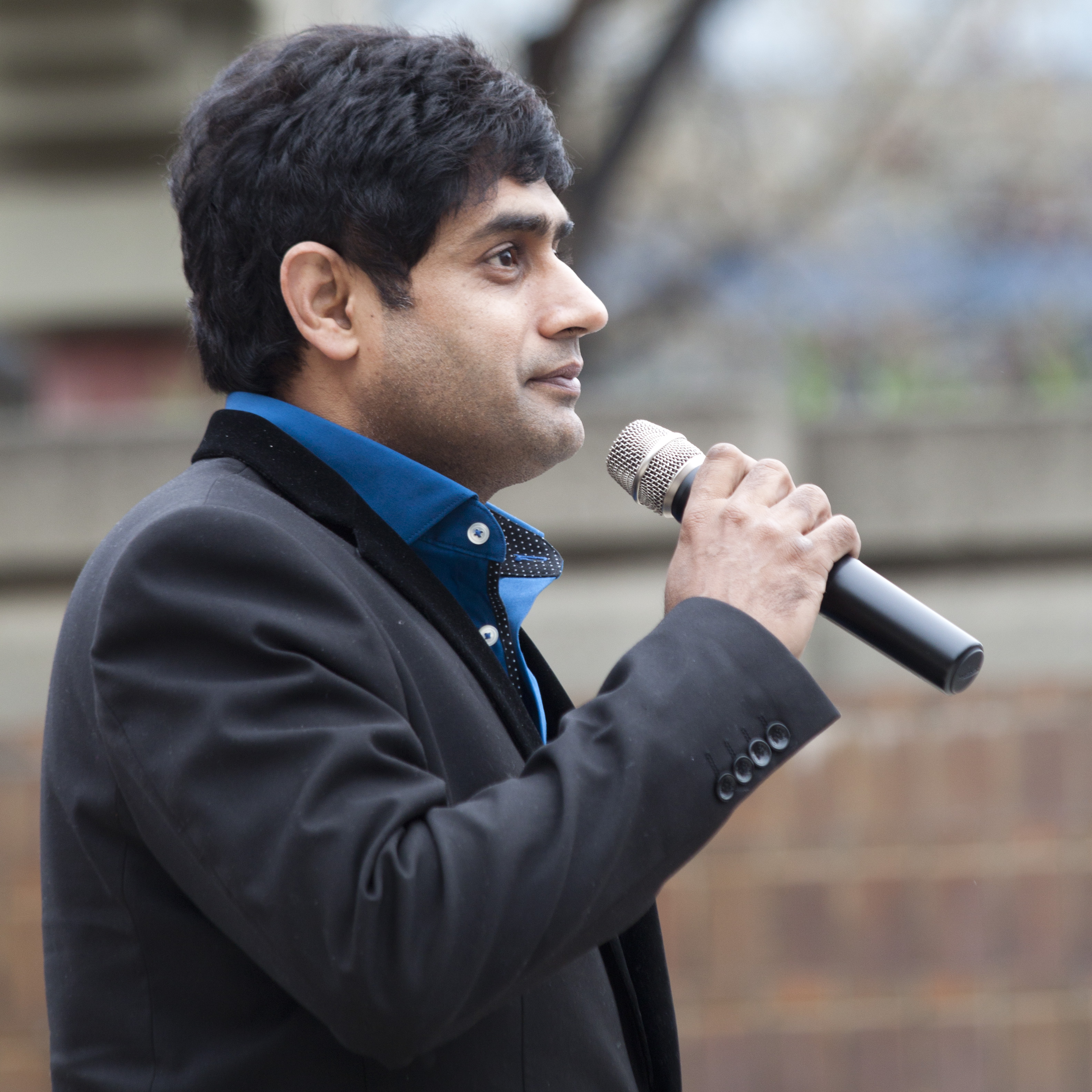
Abrar-ul-Haq (2014)

Abrar-ul-Haq (Urdu/Panjabi: ابرار الحق) auch Ibrar, (* 21. Juli 1968 in Faisalabad) ist ein pakistanischer Popmusik-, Bhangra- und Volkssänger. Das berühmteste Album Abrars ist Billo De Ghar. Bevor er seine Karriere als Sänger begann, war er als Lehrer am Aitchison College in Lahore tätig.

## Leben
ul-Haq machte seine ersten Ausbildungen in Gujrat und Rawalpindi. Seinen Bachelor-Abschluss machte er am Sir Syed College (Rawalpindi) und erwarb den Master in Gesellschaftswissenschaft in der Quaid-i-Azam University (Islamabad).Ul-Haq ist auch politisch aktiv und Mitglied der PTI.